# Rinite medicamentosa
Rinite medicamentosa è sinonimo per rinite iatrogena. Al solito è causato dall'abuso di medicamenti nasali: secondario all'uso reiterato di spray o gocce nasali decongestionanti (che contengono vasocostrittori).